# Quindina albiocularia
Espèce
Quindina albiocularia est une espèce d'opilions laniatores de la famille des Nomoclastidae.

## Distribution
Cette espèce est endémique du Panama. Elle se rencontre dans les provinces de Coclé, de Panama, de Panama Ouest et de Veraguas.

## Description
Le mâle holotype mesure 3,2 mm et la femelle paratype 3,6 mm.

## Systématique et taxinomie
Cette espèce a été décrite par Pinto-da-Rocha et Bragagnolo en 2017.

## Publication originale
- Pinto-da-Rocha & Bragagnolo, 2017 : « Cladistic analysis of the family Nomoclastidae with descriptions of a new genus and eight new species (Opiliones, Laniatores). » Invertebrate systematics, vol. 31, no 1, p. 91-123.